# Imperio almohade
El Califato Almohade (en lengua árabe: الموَحدون, al-muwaḥḥidun, «los que reconocen la unidad de Dios», o Banu ‘Abd al-Mu'min (en árabe: بنو عبد المؤمن)), denominado por Occidente como Imperio Almohade, fue un Estado musulmán dirigidos por una dinastía bereber que dominó el norte de África y el sur de la península ibérica desde 1147 a 1269.
El movimiento religioso almohade comenzó en el siglo XII con Ibn Túmart entre las tribus bereberes Masmuda en el Alto Atlas, pero el estado almohade y su dinastía gobernante, conocida como la dinastía de los Mu’miníes, fueron establecidos después de su muerte por Abd al-Mumin, originario de la tribu bereber Koumiya (Zanata). Los almohades tenían como objetivo derrocar a los almorávides, de origen sanhaya. Posteriormente, Abd al-Mu’min y su familia, bereberes zanata, tomaron el control y eliminaron a los ziríes y hammadíes del Magreb central y oriental. Finalmente, los almohades fueron derrocados por las dinastías bereberes de los meriníes, ziyaníes y háfsidas del Magreb.
Su historia se compone de tres fases principales: una de expansión (1117-1163) que duró hasta la muerte del primer califa; otra de apogeo (1163-1199); y una tercera de decadencia (1199-1268) hasta su desaparición, primero en al-Ándalus (1229) y luego en el Magreb (1268).
Después de dominar el norte de África, enfrentando a la confederación de tribus bereberes de los masmuda con los lamtunas almorávides, desembarcaron desde 1145 en la península ibérica y trataron de unificar las taifas utilizando como elemento de propaganda la resistencia frente a los cristianos y la defensa de la pureza islámica. Por eso su yihad se dirigió por igual contra cristianos y musulmanes. En poco más de treinta años, los almohades lograron forjar un poderoso imperio que se extendía desde Santarém, en el actual Portugal, hasta Trípoli en la actual Libia, incluyendo todo el norte de África y la mitad sur de la península ibérica, y consiguieron parar momentáneamente el avance cristiano cuando derrotaron a las tropas castellanas en 1195 en la batalla de Alarcos, pero fueron sometidos en 1212 en la batalla de Las Navas de Tolosa.

## Historia

### Orígenes
Muhámmad ibn Túmart, fundador del movimiento fundamentalista, fue proclamado por sus seguidores mahdi («el [imam] guiado»), creencia de raíz ideológica chiita aunque también aceptada por el sunnismo, y llamó a todos los musulmanes a retornar a las fuentes primeras de su fe, es decir, el Corán. Fundamentalmente, su movimiento era puritano y reaccionario, hacía hincapié en el carácter único e incorpóreo de Dios y abogaba por el cumplimiento estricto de las normas islámicas. Siguiendo estos principios radicales, él y sus partidarios se enfrentaron con los almorávides, que habían impuesto una rígida ortodoxia malikí, pero que apenas habían transformado las costumbres populares poco acordes con el Corán. Si bien fue Ibn Túmart el que creó la doctrina que otorgó cohesión y fundamento al nuevo movimiento político y religioso, fue su seguidor y sucesor al frente de este, Abd al-Mumin el que aportó el genio militar para convertirlo en un gran imperio que dominó el Magreb y al-Ándalus.
Expulsado de Marrakech en el 1120 por las autoridades almorávides con las que se había enfrentado a pesar de las escasas diferencias doctrinales que tenía con estas, Ibn Túmart se instaló en su región natal del Sus. Allí predicó contra los almorávides y, a finales del 1121, sus seguidores lo reconocieron como mahdi. Poco después se trasladó a Tinmal, donde tuvo que repeler sucesivas campañas almorávides. Su movimiento fue extendiéndose por las montañas, si bien no logró conquistar la cercana capital almorávide, que atacó en el 1129-1130. Poco después de esta derrota, en agosto del 1130, falleció Ibn Túmart, y le sucedió al frente del movimiento Abd al-Mumin. Este tuvo complicado hacerse aceptar por todos los seguidores del difunto y solo lo logró en el 1133. Durante este tiempo, se ocultó el fallecimiento del fundador del movimiento almohade. Para entonces, los almohades se habían apoderado ya de parte del Alto Atlas.

### Luchas contra los almorávides

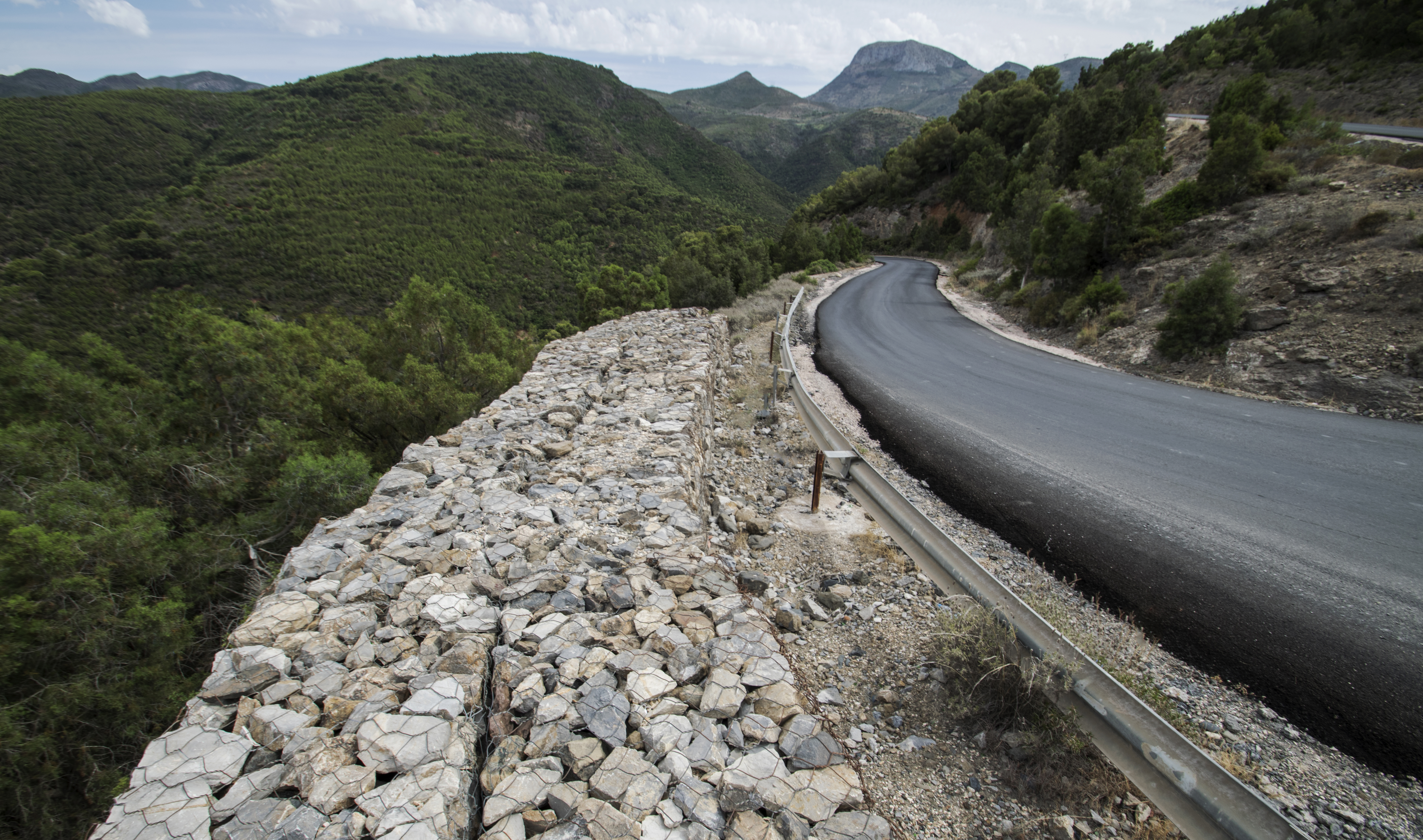
El lugar es el sitio de nacimiento de Abd al-Mu’min Ibn Ali, ubicado en el pueblo montañoso de Tajra, en la región de Tremecén.

En el 1132, Abd al-Mumin dirigió su primera campaña militar, contra las tribus de la región del río Draa, al sur del Gran Atlas. Aunque se desconoce su resultado, se sabe que a su regreso a Tinmel se lo proclamó califa. Los primeros años de su reinado fueron de redoblamiento de las correrías contra los almorávides.

Fases de la expansión almohade.

A continuación tuvo lugar la larga campaña de siete años (1139-1146) que concluyó con la derrota total de los almorávides. La primera derrota de estos les privó de casi toda la Tadla. Incluso algunos grupos de Cenhegíes de la montaña se pasaron a las filas almohades. Hacia el 1140 y tras varias campañas con suerte diversa, los almohades consiguieron apoderarse del alto Sus. Hasta entonces los choques no dejaron un claro vencedor: mientras que los almohades se extendían sin freno por las montañas, los almorávides seguían controlando las llanuras. La lucha contra los almohades quedó a partir del 1139 en manos del nuevo heredero al trono almorávide, Tasufín ben Alí ben Yúsef, que había descollado en la lid contra los cristianos de la península ibérica y había sustituido como tal a su hermano Sir, fallecido. Por entonces, sin embargo, los almorávides perdieron el control del alto Sus. Manteniéndose en las montañas, los almohades avanzaron por los valles del Atlas medio y lo sometieron hasta la línea del Muluya. A finales del 1141, en las sucesivas campañas habían dominado el Atlas medio y gran parte de la zona de los oasis, incluido Tafilalet. Los almorávides perdieron el contacto con su región de origen, el Sahara. Hacia el 1142-1143, los almohades alcanzaron los alrededores de Tremecén, en donde se les unió la tribu Kumiya, a la que pertenecía Abd al-Mumin. En el 1142, se apoderaron de gran parte del Marruecos septentrional montañoso, aunque sin infligir grandes derrotas al enemigo. El año decisivo de la contienda fue el de 1145. En febrero de ese año, murió defendiendo Orán Ben Alí; los almohades conquistaron inmediatamente la ciudad. Luego hicieron lo mismo con Uchda y Guercif. Seguidamente, el califa se volvió hacia Marruecos para conquistar por fin las ciudades de las llanuras. Cayeron en sus manos Fez, Mequinez, Salé y Ceuta en mayo del 1146. El almirante de la flota enemiga se pasó a sus filas. En junio comenzó el asedio a Marrakech, que fue tomada por los almohades el 24 de marzo de 1147. El emir almorávide pereció en los combates. El resto del año Abd al-Mumin se dedicó a purificar la ciudad y aplastar una revuelta en el Sus, aunque no dejó de enviar un pequeño contingente a al-Ándalus, donde los Estados cristianos estaban realizando importantes conquistas.
Mientras se verificaba el sitio de Marrakech, los almohades perdieron varias importantes ciudades (Ceuta, Tánger, Salé y Algeciras), fundamentalmente por alzamientos contra ellos. Entre mayo y junio del 1148, sin embargo, aplastaron a los rebeldes y recuperaron las plazas. Estas victoria les dejó expedito el paso a la península ibérica.

### Expansión por la península ibérica

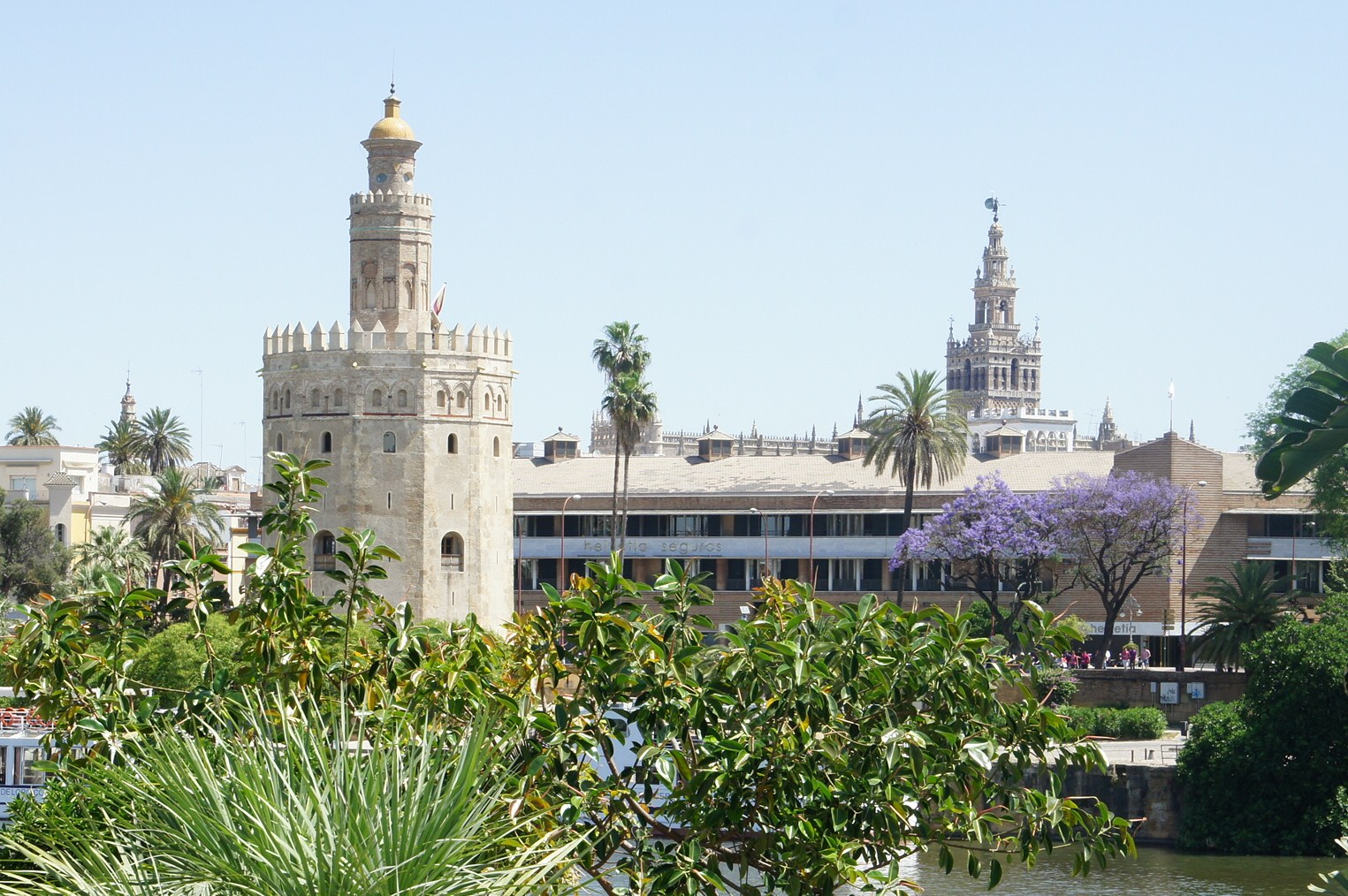
La capital del al-Ándalus almohade fue Sevilla. A la izquierda de la imagen, la Torre del Oro, fortificación albarrana cuyo primer cuerpo es una construcción almohade de 1221.

La petición de auxilio del señor de la Taifa de Mértola, Ibn Qasi en septiembre-octubre del 1145 impelió al califa a enviar un primer contingente militar a al-Ándalus en la primavera del año siguiente. Alfonso VII de León, que a la sazón sitiaba a un general almorávide en Córdoba, abandonó el cerco al conocer la noticia en mayo. También durante la primavera el almirante de la flota almorávide, que se acababa de pasar a las filas almohades, sometió a Cádiz a la autoridad del califa. Al tiempo que acaecía el largo asedio de Marrakech, varios señores andalusíes más aceptaron la autoridad del califa almohade, lo que luego facilitó la conquista de la península.
El enviado del califa, un antiguo almorávide, pasó en la primavera del 1147 a la península ibérica donde, cooperando con las fuerzas Ibn Qasi, que se había alzado contra los almorávides, consiguió someter Jerez, Niebla, Mértola y Silves en el Algarve, Beja y Badajoz. En enero del 1148, las fuerzas almohades y sus coligados conquistaron Sevilla. Los almorávides se encastillaron en Carmona. Una gran rebelión de las tribus del Sus y del Atlas occidental, que se extendió a Ceuta, Tánger y Siyilmasa, detuvo temporalmente la expansión. No solo gran parte del Magreb marroquí se alzó contra el califa, sino que también lo hicieron los territorios andalusíes que se le habían sometido, salvo Ronda y Jerez. El acoso de Alfonso VII al general almorávide Yahya ibn Ganiya, al que hizo pagar tributo, impelió a este a acordarse con los almohades. A cambio de su auxilio, les cedió Córdoba y Carmona. Alfonso intentó nuevamente conquistar Córdoba, pero la llegada de socorros venidos del Magreb, de Niebla, Ronda y Jerez le hicieron cejar en la empresa y retirarse.
En mayo y a pesar del sostén ofrecido a los rebeldes por el gobernador almorávide de Córdoba, el califa logró sofocar el levantamiento. En el 1150, la autoridad califal fue reconocida por los señores de Ronda, Jerez, Badajoz, Tavira, Beja, Évora y Niebla. Abd al-Mumin ordenó después una depuración de la administración para eliminar los abusos, pero también una gran purga de las tribus en la que perecieron unas treinta mil personas, tenidas por desafectas. En el 1153, los almohades se apoderaron de Málaga; en los años siguientes, de Granada; en 1157, de Almería y en 1157-1158, dominaron completamente el Algarve. Al tiempo, los Estados cristianos peninsulares aprovecharon la contienda para extenderse hacia el sur, y conquistaron importantes plazas como Lisboa, Lérida o Tortosa. La ardua conquista andalusí quedó en todo caso en manos de generales y gobernadores, mientras el califa se dedicaba a sojuzgar el Magreb. La capital del Ándalus almohade fue Sevilla y en tiempos de la expansión por el Magreb oriental el gobernador de los territorios peninsulares era el hijo y sucesor del califa, Abu Yaqub.
A finales de la década de 1150 (1157-1160), los almohades sufrieron otra serie de graves reveses en al-Ándalus: los rebeldes dominaban Carmona, Écija, Úbeda, Baza, Jaén y sitiaban Córdoba. Los apuros en al-Ándalus y, en especial, la amenaza a Sevilla, hicieron que en el 1160 Abu Yaqub solicitase con urgencia el socorro de su padre, que comenzó al punto los preparativos para una gran campaña en la península, que finalmente no pudo llevar a cabo pues falleció. Los almohades, enfrascados en el sometimiento de los territorios andalusíes, tardaron varias décadas desde su primera aparición en la península en enfrentarse a los Estados cristianos del norte, pese a la grave crisis en la que se hallaban sumidos éstos tras el fallecimiento de Alfonso VII de León y la división que este ordenó en su testamento de León y Castilla. La primera gran campaña almohade contra los Estados septentrionales se verificó en el 1174.

### Conquista del Magreb central y oriental

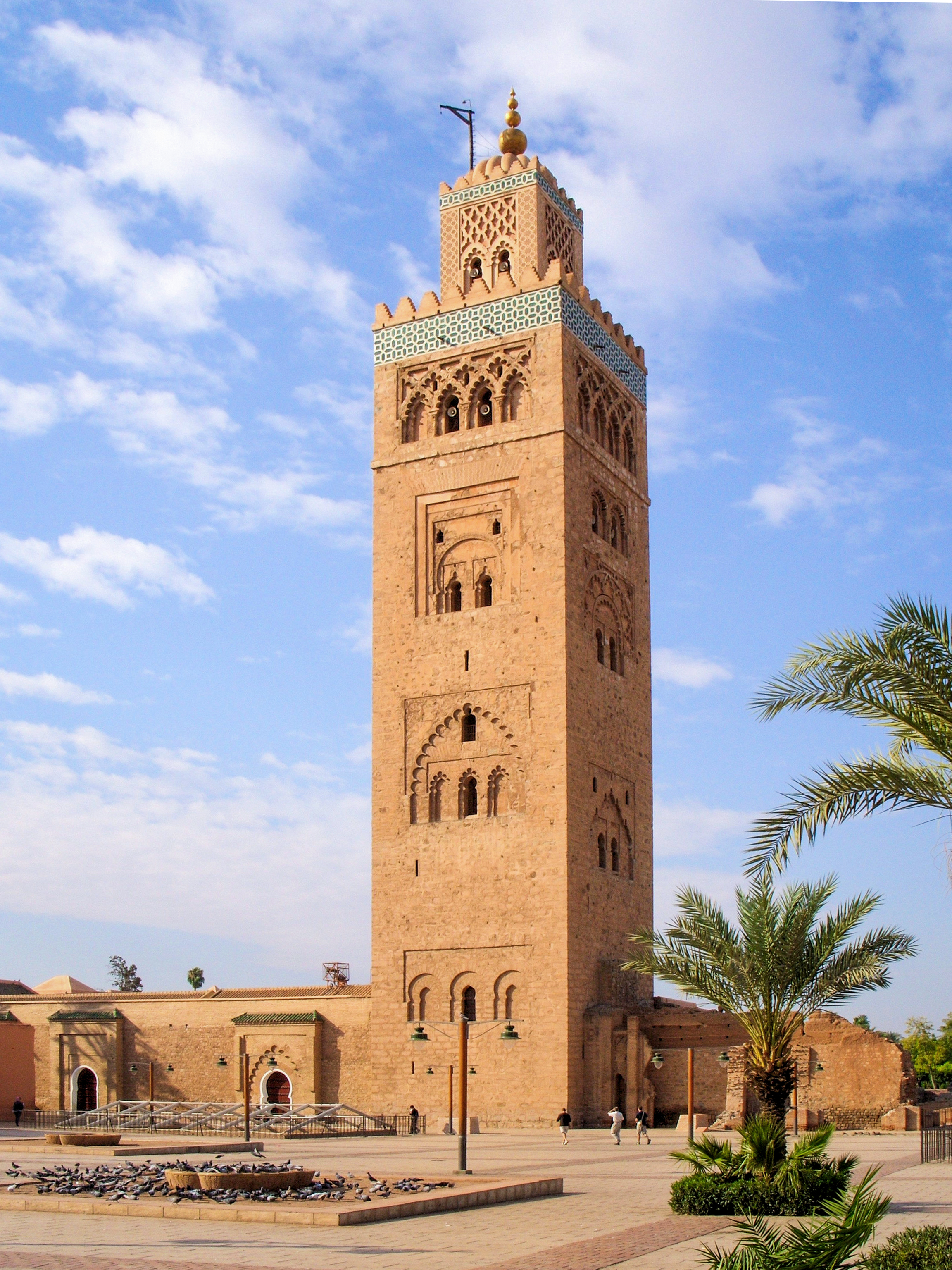
Mezquita Kutubía de Marrakech, capital del Imperio almohade.

Dominado ya casi al-Ándalus, Abd al-Mumin emprendió dos campañas en las que conquistó el resto del Magreb que aún no estaba en su poder. La primera la realizó en el 1152-1153 contra los hamadíes, de cuyo territorio se apoderó. Argel, Bugía, Constantina y Bona, entre otras localidades, cayeron en sus manos, sin apenas tener que combatir. Cuando la zona parecía controlada, sin embargo, se rebelaron algunas tribus cenhegíes y árabes, a las que el califa derrotó, asegurando así el dominio de la región.
En el 1153-1155, Abd al-Mumin proclamó a su hijo sucesor, lo que precipitó el levantamiento de diversos grupos contra este intento de fundar una dinastía. Abd al-Mumin aplastó a los rebeldes con la ayuda de los grupos árabes recién sometidos. Derrotó a las cinco tribus que habían constituido hasta entonces el núcleo del movimiento: la Hintata, Tinmal, Ganfisa Gadmiwa y Harwa. Los jeques masmudíes, tan importantes en los primeros tiempos del movimiento, quedaron relegados a un segundo plano durante el reinado de los primeros califas de la dinastía de Abd al-Mumin, aunque recobraron parte de su poder después, con la crisis del Estado. Arrumbados los masmudíes, Abd al-Mumin se sostuvo gracias al respaldo de su propia tribu, la Kumiya, y de los grupos árabes. Creó además un nutrido grupo de funcionarios menores, los hafices, fundamentalmente de origen árabe y versados en la doctrina almohade, que sustituyeron a los jefes bereberes en la nueva administración estatal. A partir de entonces comenzó además a entregar gobiernos provinciales a algunos de sus hijos, en general acompañados de algún notable almohade.
En la siguiente campaña por la región, acometida en el 1159-1160, se adueñó de Ifriqiya, alcanzó Trípoli y eliminó la presencia cristiana en la zona, que había expulsado de ella a los ziríes y se había extendido por la costa. Arrebató a Roger II de Sicilia la ciudad de Mahdía, que este había conquistado en el 1147-1148, el 21 de enero de 1160. Aprovechó estas conquistas para añadir a sus fuerzas soldados de las tribus árabes que habitaban la región desde el siglo anterior. La amenaza normanda en la zona fue la que llevó al soberano almohade a partir de Marrakech para acometer una ofensiva en ella.

### Apuros en al-Ándalus y revueltas en el Magreb
En noviembre del 1160, el califa pasó a al-Ándalus para coordinar con sus lugartenientes la gran campaña de sumisión del territorio. Sus fuerzas recuperaron Carmona tras ardua campaña en el 1161. El califa pasó dos meses en la península, organizando su gobierno, antes de regresar al Magreb en enero del 1161. Si a finales del 1161 los almohades recuperaron Carmona, al año siguiente perdieron Granada, entregada por uno de sus habitantes judíos a sus enemigos debido al descontento que cundía entre la población hebrea por la conversión forzosa al islam que habían impuesto los magrebíes. Los andalusíes derrotaron en sus alrededores a las fuerzas que acudieron para recuperar la plaza, pero la perdieron ante un gran ejército enviado con el mismo fin en julio. En el oeste, los portugueses se apoderaron durante cuatro meses de Beja, que tuvieron que evacuar en abril del 1163, tras arrasarla.
La principal tarea del califa en el 1162 fue preparar la gran expedición que pensaba acometer en la primavera del año siguiente, y para la que reunió una gran flota. Abd al-Mumin falleció en Salé en mayo del 1163, cuando aprestaba tropas para realizar una campaña en la península ibérica. Poco antes había decidido cambiar de heredero: Muhámmad, tenido por disoluto, dejó el puesto a su hermano Abu Yaacub Yúsuf, que había acudido a Marrakech. Otros dos hermanos, señores de Fez y Bugía, descontentos con la decisión, murieron poco después.
Abu Yaacub Yúsuf heredó el trono, pero tuvo dificultades para sostenerse en él, y tuvo que afrontar levantamientos de los Gumara (en torno a Ceuta, en el 1167) y estabilizar la situación en al-Ándalus. Únicamente superados estos apuros asumió el título de amir al-mu'minin, en el 1168. En 1165 y tras aplastar una revuelta bereber en su contra, pudo enviar tropas a la península ibérica, que obtuvieron una serie de victorias. Vencieron a una hueste cristiana venida de Santarén que trató de hacerles frente y arrebataron varias importantes posiciones (Andújar, Vélez-Rubio) a Muhámmad ibn Mardanís, que tuvo que reducir el hostigamiento al que tenía sometida a Córdoba. Seguidamente, lo batieron cerca de Murcia a mediados de octubre. Incapaces de reducir la plaza, las fuerzas almohades talaron los alrededores y se retiraron. Las incursiones de Ibn Mardanís continuaron. En el 1166-1167 los bereberes gumara se alzaron contra el emir entre Ceuta y Alcazarquivir; la revuelta fue aplastada en el verano del 1167.
En al-Ándalus, en septiembre de ese año, los almohades se apoderaron de Tavira, que se había mantenido en rebeldía desde 1151. Los avances portugueses entre 1165 y 1169 (conquista de Trujillo, Cáceres y Évora [1165]; de Badajoz [1169]) hicieron que Fernando II de León se coligase con los almohades y los ayudase a recuperar Badajoz. Poco después y para asegurarse posibles conquistas en Extremadura, el rey leonés fundó la Orden de Santiago, a la que concedió tierras en el norte de la región. Más al oeste, los castellanos continuaban con sus correrías y en el 1170 talaron las tierras de Ronda y Algeciras.
En junio del 1169, un ultimátum almohade a los señores andalusíes para que se sometiesen definitivamente al califa no logró convencer a Ibn Mardanís, pero sí a su suegro y hasta entonces aliado, Ibrahim ibn Hamushk, señor de Jaén con el que las relaciones se habían agriado. Ibn Hamushk siguió apretando Córdoba y, desde el cambio de su suegro, también Jaén, que los almohades tuvieron dificultades en defender. Ese mismo año, el califa se reunió con sus gobernadores andalusíes para preparar por fin una campaña dirigida en persona por el califa en la península. La larga enfermedad, de septiembre de ese año a noviembre del siguiente, le impidió hacerlo como estaba previsto, por lo que delegó el mando de algunas fuerzas en uno de sus jeques, que pasó a la península en julio del 1170, socorrió Badajoz y luego acudió a enfrentarse a Ibn Mardanís en la primavera del 1171. Los almohades tomaron Quesada y volvieron ante Murcia. Al poco Lorca, Baza, Elche, Almería y Alcira se rebelaron contra Ibn Mardanís y se entregaron a los almohades. La llegada de un nuevo ejército almohade el 8 de junio, esta vez al mando del mismísimo califa, desbarató los intentos de Ibn Mardanís y su hermano —señor de Valencia— de recuperar Alcira.
En el 1171 Abu Yaacub Yúsuf regresó a al-Ándalus, donde permaneció hasta en 1176; durante su estancia emprendió varias campañas de escaso éxito. En la primera, realizada en julio del 1171, parte del ejército corrió las tierras toledanas, mientras el califa y el grueso de sus huestes permanecían en Córdoba. En septiembre volvió a Sevilla, donde se encargó de atender los asuntos gubernamentales andalusíes. Mientras, uno de sus hermanos continuaba el acoso a Ibn Mardanís. Este, abandonado de todos, accedió a someterse al califa, pero murió antes de poder hacerlo, en marzo del 1172. Sus familiares, que en el último momento se habían alzado contra él, se reconciliaron con los almohades y recuperaron parte de sus señoríos (Valencia, Denia, Játiva o Alcira). Abu Yaacub Yúsuf, sin embargo, asentó a parte de sus tropas, tanto bereberes como árabes, en la región.
Sometido el Levante, el ejército almohade se volvió contra los castellanos, que oficialmente estaban en paz con el califa, pero que privadamente habían combatido como mercenarios a sueldo de Ibn Mardanís. Pese a la conquista de Vilches y Alcaraz a finales de junio del 1172, la campaña no tuvo excesivo éxito. Tras cruzar la frontera castellana, el ejército sitió infructuosamente Huete durante diez días en julio, con notable desinterés del califa por la suerte de los combates. Abandonado el asedio, el ejército partió a socorrer Cuenca, cercada por los cristianos desde hacía cinco meses, y logró desbaratar el cerco. A finales de mes comenzó la precaria retirada, mal preparada, por el Levante y a comienzos de septiembre estaba de vuelta en Sevilla.
En el 1173 los almohades abordaron sendas incursiones contra Talavera y Toledo, recuperaron Beja de manos de los portugueses, que la habían incendiado, y firmaron una tregua con Portugal y Castilla. Entre 1174 y 1178, los almohades estuvieron en guerra con los leoneses. En 1174, despojaron a los leoneses de Alcántara y de gran parte de los territorios al sur del Sistema Central y asediaron en vano Ciudad Rodrigo.
En el 1176 el califa retornó al Magreb, azotado por una epidemia de peste que se extendió a al-Ándalus. Al año siguiente los castellanos atacaron Cuenca y los almohades, Talavera. Cuenca cayó tras nueve meses de asedio, en octubre. Al caducar la tregua, Alfonso I de Portugal ordenó incursiones en tierras de Arcos y Jerez en el 1177 y Sevilla y el Bajo Guadalquivir al año siguiente. Los combates, encarnizados, se extendieron al Algarve.

### Revueltas en Ifriqiya y enfrentamiento con los Banu Ganiya

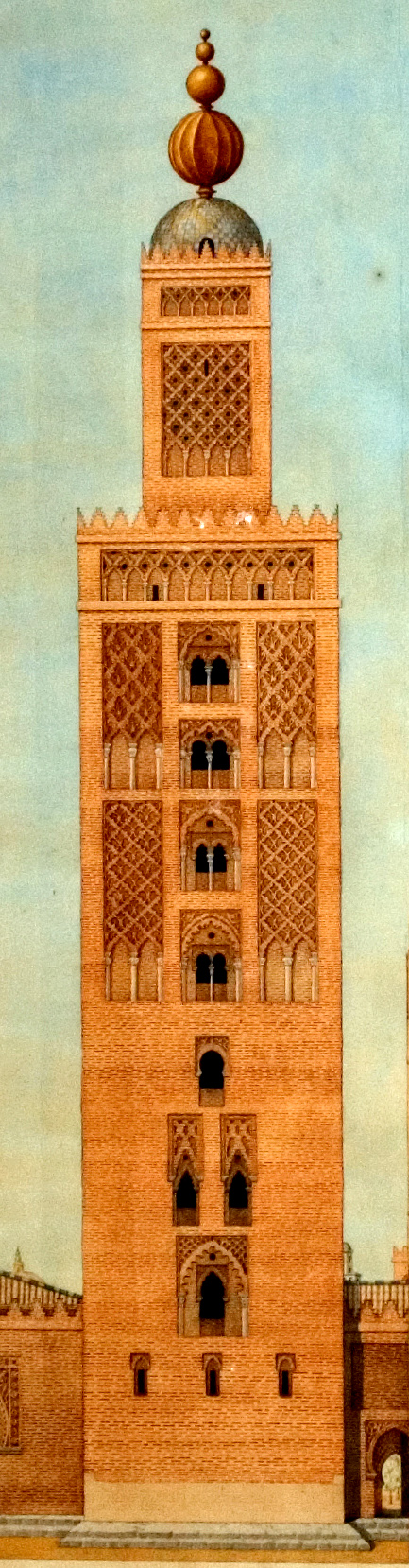
La Giralda de Sevilla en época almohade, según una lámina de Alejandro Guichot. Las obras de construcción las ordenó el califa Abu Yaqub Yúsuf, que había sido gobernador de la ciudad antes de alcanzar el trono, poco antes de morir, en el 1184 y se acometieron en el reinado de su hijo y sucesor, Abu Yúsuf Yaqub al-Mansur.

Abu Ya'qub Yúsuf también tuvo que realizar una campaña por Ifriqiya que, al ser una provincia lejana, tendía a la rebeldía. En efecto, la provincia fue un foco continuo de problemas para el imperio por su lejanía del centro político y acabó con el tiempo en manos de una dinastía local, los hafsíes. En el 1180, una nueva rebelión en Gafsa en la que murió el gobernador almohade desencadenó otra intervención del califa. Tras esta campaña, de escaso éxito pues muchas tribus continuaron hostigando a los almohades, nuevos contingentes árabes pasaron al Magreb occidental, para participar en la guerra santa en la península ibérica.
A finales de septiembre del 1183, comenzaron a reunirse las huestes que debían pasar a la península ibérica para detener los avances portugueses. En mayo del 1184 el ejército cruzó el estrecho. Abu Yaqub Yúsuf falleció en julio, en medio de la intervención en al-Ándalus —pereció en el cerco de Santarém—, y le sucedió su hijo, Abu Yúsuf Yaqub al-Mansur. La proclamación de este como soberano y califa aconteció en Sevilla, y luego se confirmó en Marrakech, sin oposición alguna. Hombre piadoso, más inclinado a la escuela zahirí que a la predominante malikí, fue perdiendo la devoción por el fundador del movimiento almohade, tendencia que culminó luego en su hijo, que abandonó el credo de Ibn Túmart. Su religiosidad le hizo perseguir la filosofía y la lógica y ordenar la destrucción de las obras dedicadas a estas materias. Al final de su reinado obligó además a los judíos a vestir de manera especial, para que se los distinguiese.
Al-Mansur puso fin inmediatamente a la campaña militar y regresó con el ejército al Magreb. Como habían hecho su padre y su abuelo, siguió incorporando contingentes árabes al ejército y, como había hecho ya su padre, incluyó también soldados de origen turco. Con este soberano el imperio alcanzó su apogeo, si bien el reinado estuvo cuajado de problemas, principalmente la crisis en al-Ándalus y la rebelión de Ifriqiya, fomentada por los Banu Ganiya. Estos últimos eran descendientes de los desaparecidos soberanos almorávides. Los problemas magrebíes hicieron que, pese a los apuros que pasaban sus partidarios andalusíes por las acometidas portuguesas y castellanas, el califa no pudiese pasar a la península hasta el 1190.
El 22 de mayo de 1185, Ali ibn Ishaq ibn Ganiya tomó Bugía. Por la misma época, Qaraqus, un soldado mameluco de un sobrino de Saladino, se apoderó del Fezán y luego del Yebel Nefusa. Ambos unieron fuerzas contra los almohades. Con ayuda de algunas tribus árabes, los Banu Ganiya se hicieron luego con Argel, Asir, Miliana y Qal'a. Perdieron Bugía a los siete meses de conquistarla, recuperada por una flota almohade pero, junto con Qaraqus, conquistaron otras plazas: Gabes, Gafsa. Qaraqus conquistó Trípoli.
Para acabar con la rebelión, al-Mansur partió hacia la provincia desde la capital imperial el 17 de diciembre de 1186. Parte del ejército resultó vencido en junio del 1187 cerca de Gafsa. El califa a continuación batió a los enemigos el 14 de octubre, cerca de Gabes. A continuación, fue sometiendo todas las ciudades de la región que estaban en poder de la liga enemiga. El éxito de la campaña fue, no obstante, temporal, y no acabó con las acciones enemigas, que continuaron. A finales de la década del 1190, la región se hallaba nuevamente en rebelión y en parte en poder de los Banu Ganiya, Qaraqus y sus aliados árabes.
El califa tuvo que apresurarse a volver al Magreb occidental en el 1188 pues dos de sus tíos y un hermano habían aprovechado su ausencia para conspirar contra él. La confabulación, sin embargo, fracasó, y los tres cabecillas murieron. Concluida la campaña en el este, el soberano almohade hubo de aprestarse a pasar a al-Ándalus para hacer frente a las incursiones portuguesas y castellanas, cada vez más graves. El 3 de septiembre del 1189 y tras cuatro meses de asedio, Sancho I de Portugal y una flota cruzada conquistaron Silves. Por su parte, Alfonso VIII de Castilla seguía con sus cabalgadas por el sur peninsular y en junio del 1190 se adueñó de Magacela y luego de Calasparra.

### Resistencia y descalabro en al-Ándalus
Tras las campañas en el Magreb, el califa pudo pasar por fin a al-Ándalus en la primavera del 1190. Firmó una tregua con los castellanos y, al tener una vigente con los leoneses, se dedicó a combatir a los portugueses. Envió fuerzas a correr las tierras de Silves y Évora mientras que, con el grueso del ejército, marchó a tomar Torres Novas. Luego sufrió una leve derrota en Tomar y volvió a Sevilla a finales de junio. En abril del 1191 partió a recobrar Alcácer do Sal, que conquistó en junio. Tras desmantelar una serie de castillos portugueses (Palmada, Coina y Almada) cercó Silves, que cayó en su poder a finales del mismo mes de junio. Los portugueses se avinieron entonces a firmar una tregua. En octubre del 1191 y tras firmar treguas, que debían durar hasta el 1195, con castellanos y leoneses, volvió al Magreb.
Abu Yúsuf Ya'qub retornó a la península ibérica en junio del 1195, porque había caducado la tregua firmada con los castellanos y estos habían retomado con decisión sus incursiones. Infligió a los cristianos una aplastante derrota en la batalla de Alarcos el 18 de julio; el rey castellano no esperó a los refuerzos navarros y leoneses prometidos, atacó a los musulmanes y resultó derrotado. Las fuerzas almohades se apoderaron de Alarcos y de una serie de plazas cercanas. El califa se negó a hacer la paz con los castellanos, y realizó aceifas contra ellos en 1196 y 1197. Contó con la colaboración de los leoneses y con los ataques simultáneos de Navarra y Aragón contra Alfonso. En la primera campaña, tomó Montánchez, ocupó Trujillo y Santa Cruz y rindió Plasencia. No pudo, sin embargo, tomar Talavera, Maqueda ni Toledo. En el 1197 realizó una cabalgada similar, aunque algo más extensa (llegó a pasar por las tierras de Madrid, Alcalá de Henares, Guadalajara, Huete, Cuenca y Alarcón, antes de retornar por Jaén). Las incursiones almohades sirvieron principalmente para eliminar los puestos avanzados castellanos en La Mancha, ya que en el Tajo se les resistieron muchas plazas. La actividad de los Banu Ganiya le impelió finalmente a pactar con los castellanos, aunque no con los leoneses, abandonar la campañas y volver a Sevilla. De allí pasó de nuevo al Magreb en abril del 1198, ya enfermo, donde murió en enero del año siguiente. Ascendió al trono califal su hijo Muhámmad an-Násir.
Durante el reinado de este, quedó patente la incapacidad almohade para enfrentarse a la vez a los Estados cristianos peninsulares, a sus rivales magrebíes y a las revueltas en su territorio. En el 1200, en Ifriquiya los almohades solo conservaban Túnez y Constantina, el resto del territorio había quedado sometido a los Banu Ganiya, que vencieron a las fuerzas del califa en varias ocasiones. Para resolver el problema, las autoridades del califato decidieron atacar el territorio balear del enemigo: en el verano del 1202 enviaron una flota desde Denia que se hizo con Ibiza; al año siguiente, conquistaron Mallorca. Esto no desanimó a los Banu Ganiya, que continuaron sus avances en el Magreb oriental: en diciembre del 1203, despojaron a los almohades de Túnez. En febrero del 1205 el califa partió al frente de un ejército que infligió una grave derrota a Yahya ibn Ganiya en octubre; este tuvo que abandonar Túnez y otras ciudades y concentrar sus fuerzas en la defensa de Mahdía que, pese a todo, perdió el enero del 1206. El nuevo gobernador almohade, al que se le concedieron amplísimos poderes para acabar con los restos de los Banu Ganiya, fue el antepasado de la dinastía hafsí que luego se hizo con el poder en la región.
En la península las treguas se respetaron fundamentalmente hasta finales de la primera década del siglo XIII. En mayo del 1211 el califa pasó a Sevilla y fue debelado al año siguiente en la batalla de Las Navas de Tolosa por una amplia coalición cristiana. Esta derrota marcó la extensión de la debilidad en el califato. A los cristianos, les permitió retomar la repoblación de la submeseta sur, encargada, al igual que la defensa de la zona, a las órdenes militares. La victoria cristiana no tuvo grandes efectos inmediatos, no obstante, debido a la crisis en la que se sumieron Castilla y Aragón casi de inmediato, con la muerte de sus reyes y el advenimiento de menores de edad. Muhámmad an-Násir volvió enseguida al Magreb tras el descalabro, se encerró en el alcázar real y fue asesinado en él por sus cortesanos a finales de diciembre del 1213. Le sucedió un hijo de corta edad, Abu Yaqub Yúsuf II al-Mustánsir, que hubo de hacer frente a la pujante amenaza bereber de los benimerines.

### Apogeo
Abu Abdal·lah ibn Túmart había nacido en una tribu bereber, en el noroeste de Marruecos, en un ambiente muy austero donde destacó por su capacidad de estudio. Hacia los 18 años, emprendió un largo viaje de quince años por el mundo árabe que lo llevó a Córdoba, La Meca, Damasco y Bagdad entre otras grandes ciudades. De regreso a su ciudad natal de Sus, emprendió un movimiento de reforma religiosa apoyado en tres grandes pilares, y que sintetiza de manera original un gran número de influencias recibidas en el periodo anterior. Estos tres pilares son:
- La necesidad de desarrollar la ciencia y el saber para consolidar la fe
- La existencia de Dios, que le parece indudable y se percibe a través de la razón
- La absoluta unidad de Alá, radicalmente distinto de cualquiera de sus criaturas. Criticará la costumbre típica del islam occidental de asociar lo divino con lo terreno, dotando a Alá de atributos antropomórficos. Dios es un ente puro, casi abstracto, sin ningún atributo que lo acerque a nuestra realidad. Esta unicidad absoluta se reflejaba también en su manera de entender la comunidad islámica, que debía estar dirigida por un imam, con carácter de guía y modelo, a quien todos deben obedecer e imitar.

A pesar de los esfuerzos de los gobernantes, la dinastía almohade tuvo problemas desde un principio para dominar todo el territorio de al-Ándalus, en especial Granada y Levante, donde resistió durante muchos años el famoso Rey Lobo, con apoyo cristiano. Por otro lado, algunas de sus posturas más radicales fueron mal recibidas por la población musulmana de la península ibérica, ajena a muchas tradiciones bereberes. A principios del siglo XIII había conseguido alcanzar su máxima expansión territorial con la sumisión del actual territorio tunecino y la conquista de las Baleares.

#### La amenaza cristiana de al-Ándalus
Poco después, la victoria cristiana en la batalla de Las Navas de Tolosa (1212) marca el comienzo del fin de la dinastía almohade, no solo por el resultado del encuentro en sí mismo, sino por la subsiguiente muerte del califa al-Násir y las luchas sucesorias que se produjeron y que hundieron el califato en el caos político.
En 1216-1217, los Benimerines se enfrentan a los almohades en Fez. En 1227 Ibn Hud se proclama emir de Murcia, alzándose frente a los almohades. En 1229 se independizan los Hafsíes de Túnez. En 1232 Muhámmad I de Granada, conocido como al-Ahmar se proclama emir en Arjona, Jaén, Guadix y Baza. En 1237 es reconocido como emir en Granada. Un ejército formado por fuerzas de las Órdenes Militares y del obispo de Plasencia puso sitio a la ciudad de Trujillo. Muhámmad ibn Hud acudió a la petición de socorro, pero se retiró sin hostigar a los sitiadores. La ciudad fue conquistada el 25 de enero de 1232.

### Decadencia

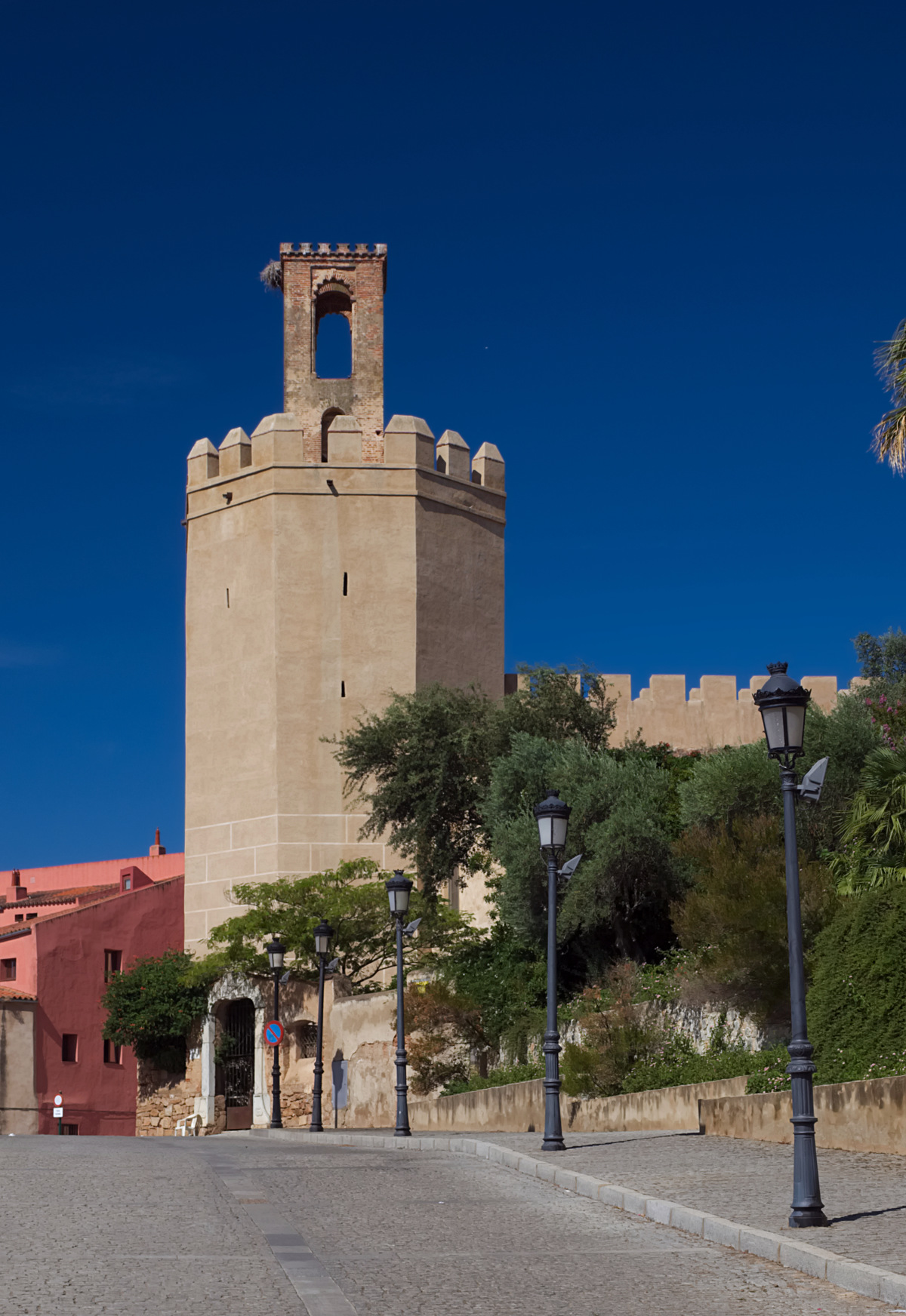
Los almohades se caracterizaron por una arquitectura de estilo militar. Un ejemplo es la alcazaba de Badajoz. En la foto la torre de Espantaperros, modelo de la Torre del Oro.

El principio de la herencia dinástica desagradó a los jefes tribales, a los jeques (del árabe sheij o šayḫ, شيخ). Después de una grave derrota cerca de Túnez en 1187, el emir debió aliarse con Saladino. 
Los reinos cristianos de la península ibérica (Castilla, Aragón y Navarra y, en menor medida, Portugal y León) se organizaron para emprender una nueva ofensiva de Reconquista; arrumbaron sus disputas internas e infligieron a an-Násir la aplastante derrota de Las Navas de Tolosa (16 de julio de 1212). El califa fue asesinado por sus cortesanos un año después, en 1213, y le sucedió su hijo Abu Yaqub II al-Mustansir, que logró apaciguar la situación y al que se considera como el último gran soberano del imperio. En realidad, carecía de poder, no abandonó la capital salvo para visitar la tumba de Ibn Túmart y dejó la gestión del Estado en manos de sus tíos, tíos abuelos y algunos notables almohades, dedicados más a intrigar que a afrontar la grave crisis del califato. Al-Mustánsir relevó a diversos gobernadores andalusíes y firmó treguas con los castellanos en 1214 y 1221; el reino cristiano pasaba por entonces por la minoría de dos reyes (Enrique I y Fernando III). Las treguas en realidad solo se respetaban en parte. Tuvo que aplastar revueltas bereberes en el 1215 y el 1221 y enfrentarse a los Banu Ganiya en los límites de Ifriqiya. La principal amenaza para la dinastía, sin embargo, provino de los benimerines, bereberes cenetes que en el 1216 derrotaron al gobernador de Fez y en el 1217 al de Taza. Fueron extendiendo su autoridad por las zonas rurales y a cobrar tributos a algunas ciudades (Fez, Mequinez, Rabat).
Falleció en 1224, poco antes de la reanudación de las incursiones castellanas en al-Ándalus. Su poder, sin embargo, había menguado respecto del de sus predecesores. Murió quizá envenenado y no dejó hijos.

### Luchas por el poder y califas efímeros
Le sucedió su tío abuelo al-Wáhid, efímero gobernador de Sevilla en el 1121-1122, durante cuyo reinado se agudizó la decadencia almohade, tanto por las disensiones internas como por la expansión de los benimerines, que desde comienzos de siglo señoreaban las zonas rurales del Magreb. Su advenimiento quebró la tradicional sucesión de padres a hijos típica de la dinastía, lo que desencadenó la ambición de otros miembros de la familia. El que debiese el trono a uno de los visires también otorgó a estos gran influencia en la política del califato. En septiembre, tras tan solo ocho meses en el poder, fue depuesto y a los tres días, estrangulado. Los gobernadores andalusíes trataron de afianzarse en sus provincias y sacudirse el control magrebí. El derrocamiento de al-Wáhid marcó el comienzo de las disputas por el poder entre los hijos del antiguo califa Abu Yúsuf Yaacub. A mediados de esa década, al resurgimiento del poder de los Estados cristianos peninsulares por la solución de las crisis surgidas la década anterior se unió la agudización de la crisis almohade, caracterizada por las diferencias entre almohades peninsulares y magrebíes, entre andalusíes y almohades y entre grupos almohades en la península.
En marzo de 1224, se rebeló el gobernador de Murcia, al-Ádil, al que al-Mustánsir había nombrado en 1222 retirándole el gobierno de Granada. Se proclamó califa y obtuvo el reconocimiento de su hermano Abu l-‘Ula, gobernador de Córdoba y Granada, el de Abdalah al-Bayyasi, gobernador de Sevilla, y el del resto de los territorios musulmanes de la península, a excepción de Valencia, que siguió fiel al efímero al-Wáhid. Al-Wáhid fue destronado al poco y al-Ádil reconocido por corto tiempo en todo el imperio. A finales de año, no obstante, al-Bayyasi (el Baezano) se alzó contra él desde su nuevo feudo en Córdoba y obtuvo el respaldo de Jaén, Quesada y las plazas fuertes de la frontera media. Ante este alzamiento, al-Ádil, que en principio había permanecido en la península a pesar de haber sido reconocido soberano también en el Magreb, la abandonó y pasó a África, donde murió asesinado en octubre del 1226. Para sostenerse contra Abu l-‘Ula, el baezano suscribió un pacto con Fernando III de Castilla, que le auxilió a cambio de la entrega de algunas plazas fuertes; en el 1226, fue, empero, asesinado por su alianza con Castilla. Los castellanos se apoderan de Capilla y Baeza. La petición de ayuda de al-Bayyasi a Fernando III de Castilla para hacer frente a Abu l-‘Ula allanó las conquistas castellanas de territorios andalusíes.
Abu l-‘Ula, hermano del califa y gobernador de Sevilla, se proclamó a su vez califa en 1227, veinte días antes del asesinato de al-Ádil, con el nombre de al-Mamún. Para tratar de evitar los ataques castellanos, les pagó trescientos mil maravedíes de plata. Ibn Hud se rebeló contra él, pero fue derrotado, aunque este revés tuvo escasa consecuencias. El califa andalusí luego se aprestó a pasar al Magreb y, en previsión, amplió el pacto con el rey castellano, al que cedió varias fortalezas fronterizas más. Pasó al Magreb un año después de su proclamación como soberano, en octubre del 1228, para tratar de imponer su dominio en el imperio, pues en África regía un sobrino suyo, al-Mutásim, al que arrebató el poder. Su marcha marcó el fin del poder almohade en la península ibérica, salvo en algunos núcleos aislados, que pierden el contacto con el Gobierno central. El vacío lo ocupó Ibn Hud, que extendió su influencia por al-Ándalus.
Al tiempo que Fernando avanzaba en al-Ándalus y sometía a vasallaje a los principales rebeldes al poder almohade —los señores de Baeza y Valencia—, se extendían las sublevaciones en la península. La principal fue la del nuevo señor de Murcia, Ibn Hud, que reconoció la autoridad religiosa de los califas abasíes de Bagdad y obtuvo el respaldo de Córdoba, Jaén, Sevilla y Granada. En el extremo oriental, la nobleza y burguesía catalanas decidieron acabar con el foco de piratería que suponían las Baleares y que perjudicaban el comercio en el Mediterráneo occidental. En septiembre del 1229, partió la expedición de conquista de Mallorca, que cayó el último día de diciembre. El resto de la isla, sin defensas militares, fue ocupado con facilidad. En el 1231 Menorca se avino a pagar tributo a Jaime I el conquistador y en el 1235 un grupo de nobles catalanes se adueñaron de Ibiza.
En el Magreb, ostentaron el menguante poder otros cinco califas: al-Mamún (1229-1232), al-Rashid (1232-1242), as-Saíd (1242-1248), al-Murtada (1248-1266) y Abu Dabús (1266-1269). La crisis política y militar se agudizó por las debilidades del Estado almohade: una doctrina religiosa que chocaba con los dictados malikíes, cuando eran los letrados de esta escuela los que llevaban el peso de la Administración estatal; gran diversidad cultural; arrumbamiento de los bereberes, primer sostén de los almohades que luego quedaron relegados por los árabes y por ello se rebelaron repetidamente y formaron el núcleo de dos dinastías rivales (benimerines y abdalwadíes).
Tras la invasión de Berbería Oriental de los hermanos Alí y Yahia ben Ghania, descendientes de los almorávides que Abd el-Mumin había desposeído después de atravesar Argelia victorioso. Los dos hermanos habían establecido un principado en el Djerid; Alí fue asesinado, pero su hermano Yahia comenzó la conquista del centro y norte de Ifriqiya. Se las arregló para apoderarse de Mahdía, de Cairuán y de Túnez en 1202, haciendo prisioneros al gobernador almohade y a sus hijos. Ben Ghania saqueó las ciudades, sus jardines y sus animales. Ante esta situación llena de peligros, el califa an-Násir, que reinaba en Marrakech, partió a la reconquista de Ifriqiya. Entró en febrero de 1206, en Túnez, abandonado por el enemigo, y permaneció allí un año para restablecer la autoridad almohade en todo el territorio. Entonces, antes de regresar a Marruecos, le confió el gobierno de la provincia a uno de sus lugartenientes de confianza, Abd el-Wáhid Abu Hafs el-Hentati (forma arabizada del nombre bereber Faska u-Mzal Inti).

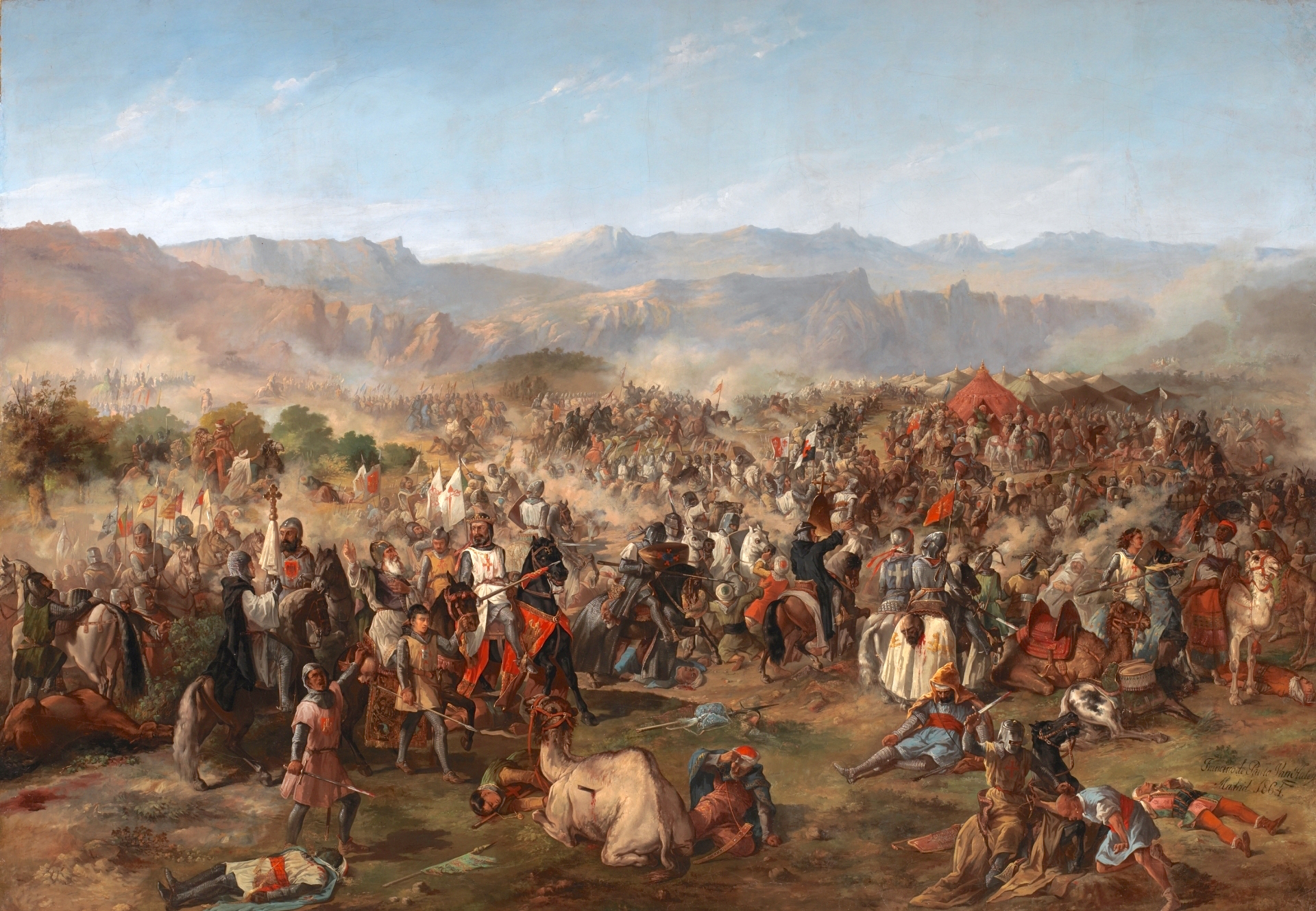
Batalla de Las Navas de Tolosa, óleo de Van Halen expuesto en el palacio del Senado (Madrid).

El nuevo gobierno había sido investido de amplios poderes: reclutó tropas que eran necesarias para la paz y para la guerra, designó funcionarios del Estado, los cadis. Fue un soberano inteligente y enérgico. Después de su muerte, su hijo Abu Zakariya lo sucedió en 1228 y un año después de su nombramiento, se declaró independiente del califa de Marrakech, con el pretexto de que había abrazado el sunnismo. Príncipe de una gran dinastía, Abu Zakaria debió de fundar la dinastía háfsida que gobernó el Magreb oriental durante tres siglos.

### El final
El territorio imperial quedó repartido en una serie de Estados regidos por nuevas dinastías: benimerines, hafsíes, nazaríes y abdalwadíes. En al-Ándalus, el fracaso militar ante los Estados cristianos y la incapacidad almohade para mantener la unidad por la fuerza sellaron la pérdida de la autoridad; en el este del Magreb, el poder de los jeques, sostenidos por las poderosas tribus árabes de la zona, llevó al surgimiento de los hafsíes; en la zona central, surgieron los abdalwadíes, bereberes; en la zona occidental, fueron benimerines, también bereberes, los que despojaron del poder a los almohades.

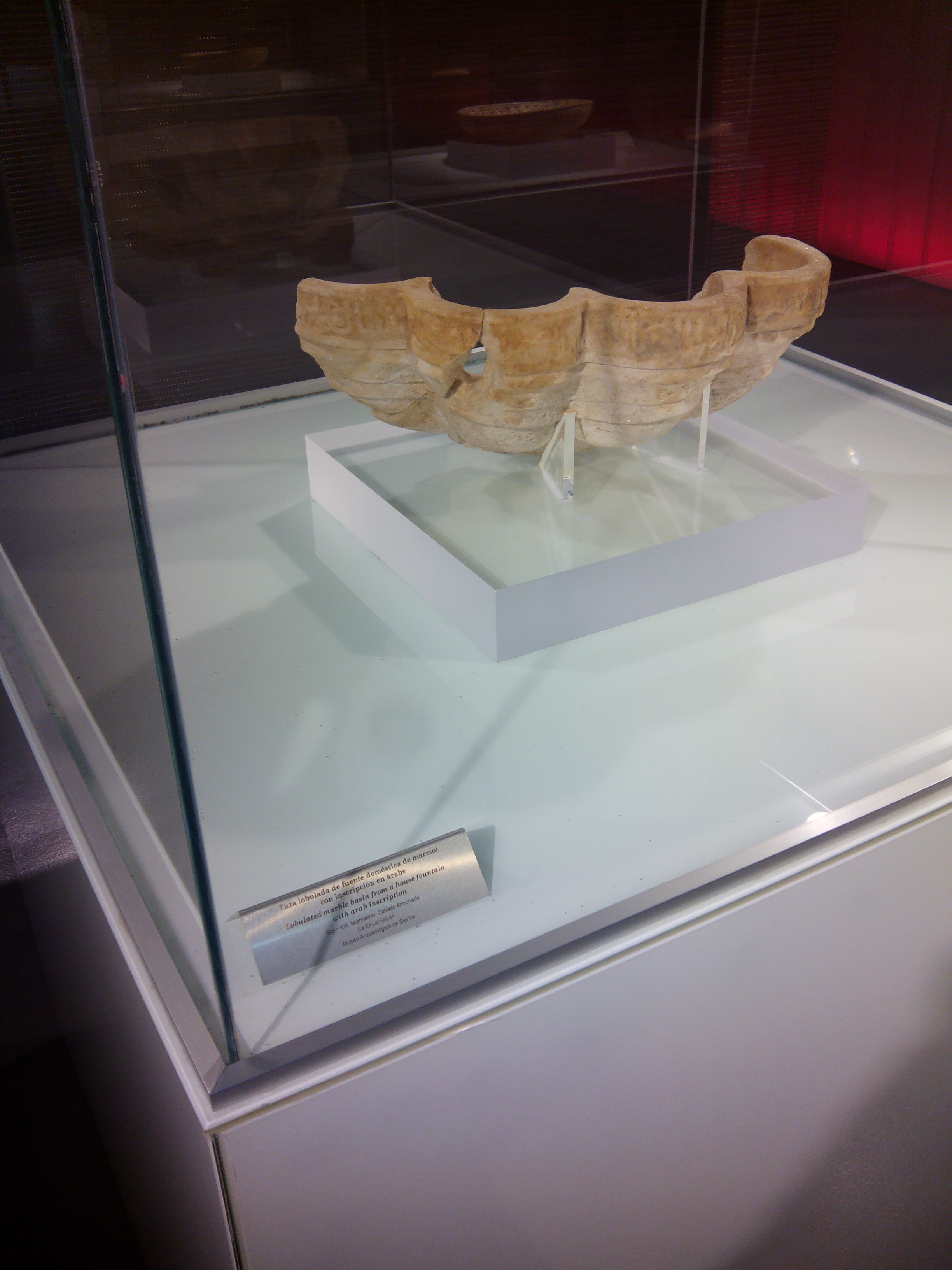
Taza lobulada de fuente doméstica de mármol con inscripción en árabe.. Califato almohade.

En el Magreb, se impusieron las dinastías locales: los hafsíes en Túnez en 1229; los abdalwadíes en el Magreb central en 1239; o los meriníes, que en 1244 conquistaron Mequinez, situada en el oeste del Magreb. En al-Ándalus, surgieron los terceros reinos de taifas. Los nazaríes de Granada crearon un reino independiente que perduró hasta 1492. Al mismo tiempo, la Reconquista progresaba a buen ritmo: Qurṭuba (actual Córdoba), la ciudad símbolo del islam hispano, cayó en 1236; Balansiya (Valencia), en 1238; Isbiliya (Sevilla), en 1248. Mursiyya (Murcia) por su parte se integraba en 1243 como protectorado en la Corona de Castilla y era definitivamente conquistada en 1266. Estos retrocesos sucesivos y la desintegración del imperio sonaban a toque de difuntos de la dinastía almohade, que termina con Abû al-`Ulâ al-Wâthiq Idrîs, después de la toma de Marrakech por los benimerines en 1268. Al año siguiente, los benimerines se apoderaron de Tinmallal.

## Economía y comercio
Pese a las continuas guerras, el imperio fue próspero durante el reinado de los tres primeros califas.
En la época de los almohades, los musulmanes, que ya habían organizado las formas de su comercio en función de las necesidades del tráfico internacional, refinaron sus métodos, en los que se inspiraron los cristianos. A pesar de las diferencias de religión, y a pesar incluso del desarrollo de la carrera (donde el control escapaba a los soberanos africanos), las relaciones e intercambios entre cristianos y musulmanes no dejaron de crecer.
El Magreb no comerciaba sólo con España, pues sus lazos comerciales llegaban a las ciudades de Túnez, Bugía, Constantina, Tremecén y Ceuta (en Ceuta hubo un funduk marsellés, fundicium marcilliense, hacia 1236). Los bienes producidos en esta zona eran transportados e intercambiados con los estados de Pisa, Génova, Venecia y la rica ciudad de Marsella. En el 1186 y pese a las diferencias religiosas, el califato firmó un tratado comercial con Pisa.

## El arte almohade

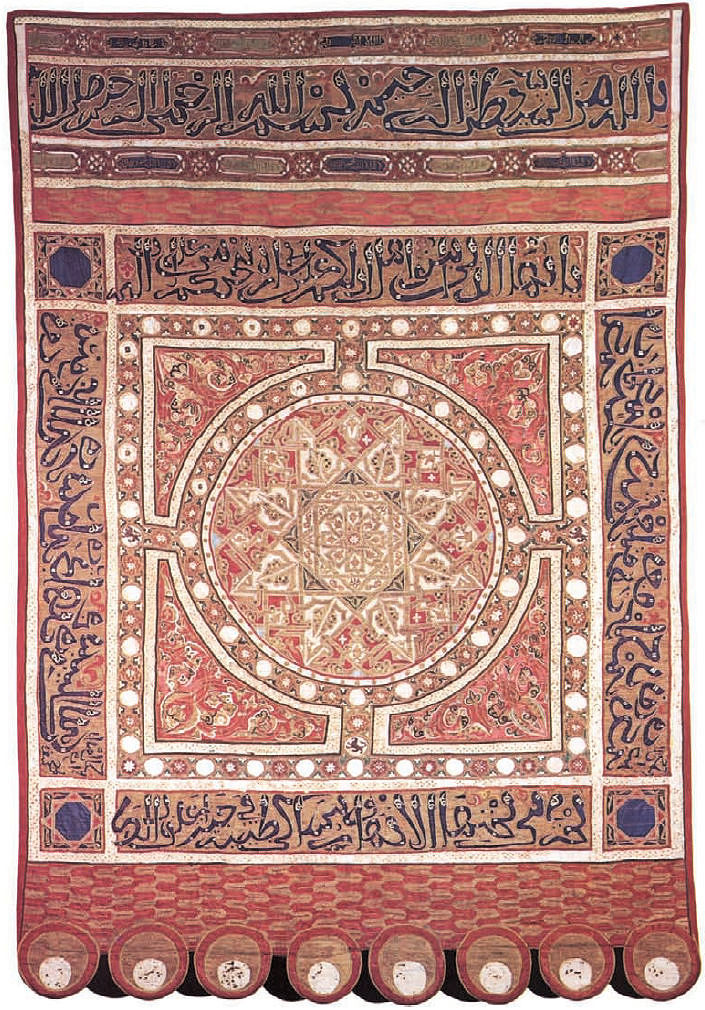
El llamado Pendón de Las Navas de Tolosa, conservado en el Monasterio de Las Huelgas, Burgos.

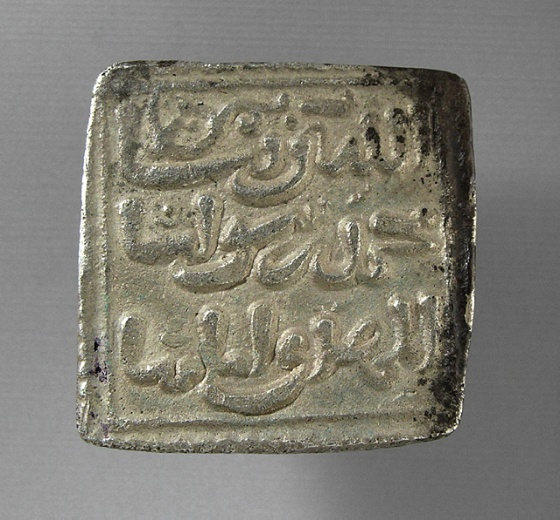
Dírham de plata almohade.

Uno de los ejemplares textiles más famosos conservados es el conocido como “Pendón de Las Navas de Tolosa,” así llamado porque se pensó que era un botín ganado por Alfonso VIII a los almohades, en la Batalla de Las Navas de Tolosa en 1212. Algunos autores han considerado que fue un botín ganado unos años después por Fernando III y que el pendón fue luego donado al Monasterio de Santa María la Real de Las Huelgas en Burgos, donde permanece en la actualidad.
Miriam Ali-de-Unzaga ha argumentado que este estandarte fue tejido a mediados del siglo XIV y que muy posiblemente sea de origen meriní, por sus similitudes con los estandartes meriníes del siglo XIV, capturados en la Batalla del Salado (1340) que se conservan en la Catedral de Toledo. Argumento respaldado por Amira K. Bennison. Sin embargo, no se puede descartar una posible producción nazarí, ya que el Pendón contiene varios y numerosos elementos presentes también en el arte de esta dinastía.

### Arquitectura almohade
La arquitectura almohade corresponde a un período comprendido entre los siglos XII y principios del XIII, cuando los almohades gobernaban el Magreb occidental (actual Marruecos y Argelia occidental) y al-Ándalus (gran parte de la actual España y el sur de Portugal). Fue una fase importante en la consolidación de una arquitectura morisca regional (o islámica occidental) compartida por estos territorios, continuando algunas de las tendencias del período almorávide precedente y de la arquitectura almorávide. Los almohades mostraron mayor moderación que los almorávides en el uso de la riqueza ornamental, priorizando la amplitud de las formas, los contornos y las proporciones generales. Los motivos anteriores se refinaron y adquirieron una mayor escala. Si bien la ornamentación superficial siguió siendo importante, los arquitectos buscaron un equilibrio entre las superficies decoradas y los espacios vacíos, permitiendo que la interacción de la luz y las sombras a través de las superficies talladas desempeñara un papel importante.
Las mezquitas almohades de Kutubía y de Tinmel se consideran a menudo los prototipos de la arquitectura medieval de mezquitas en la región. La llamada «planta en T», combinada con un uso jerárquico de la decoración que enfatiza las naves centrales y transversales de la qibla, más anchas, se convirtió en un rasgo característico de esta arquitectura.  Los minaretes monumentales de Kutubía, la Giralda de la Gran Mezquita de Sevilla (ahora parte de la catedral de la ciudad) y la Torre Hasán de Rabat, así como las ornamentadas puertas de Bab Agnaou en Marrakech, y Bab Oudaya y Bab er-Rouah en Rabat, fueron modelos que establecieron los esquemas decorativos generales que se volvieron recurrentes en estos elementos arquitectónicos a partir de entonces. El minarete de la Mezquita de la Qasba de Marrakech, con sus fachadas cubiertas de motivos de sebka y azulejos vidriados, fue particularmente influyente y marcó un estilo que se repitió, con pequeñas modificaciones, en el período posterior bajo los meriníes y otras dinastías.
Los califas almohades construyeron sus propios complejos palaciegos en varias ciudades. Fundaron la Qasba de Marrakech a finales del siglo XII como su residencia principal, imitando ejemplos anteriores de ciudades-palacio independientes como Madinat al-Zahra en el siglo X. Los almohades también hicieron de Túnez la capital regional de sus territorios en Ifriqiya (la actual Túnez), estableciendo su propia kasbah (ciudadela). Los califas también construyeron múltiples fincas y jardines en las afueras de algunas de estas ciudades, continuando una tradición que existía bajo los almorávides. Estas fincas se centraban típicamente alrededor de un gran estanque de agua artificial que albergaba huertos de árboles frutales y otras plantas, mientras que pequeños palacios o pabellones de recreo se construían a lo largo de la orilla del agua. En Marrakech, los actuales jardines de Agdal y Menara se desarrollaron a partir de estas creaciones almohades. En Sevilla, los restos del jardín almohade de al-Buḥayra, fundado en 1171, fueron excavados en la década de 1970. Los jardines hundidos también formaban parte de los patios de los palacios almohades. En algunos casos, los jardines se dividían simétricamente en cuatro partes, de forma similar al jardín de un riad. Se han encontrado ejemplos de estos en algunos patios del Alcázar de Sevilla, donde antiguamente se alzaban los antiguos palacios almohades.: 70–71 
- Bab Agnaou (1188-1190), la principal puerta pública de la  Qasba de Marrakech
- Los muros exteriores de la Qasba de Marrakech
- La monumental puerta de la qasbah de los Udayas (1150-1199) en Rabat, Marruecos (finales del siglo XII). Desde 2012, es Patrimonio de la Humanidad[163]
- La Torre del Oro, torre fortaleza militar que custodiaba el tráfico fluvial de la Sevilla almohade.
- Torre Hasan, alminar de la mezquita mandada construir por sultán almohade Yaqub al-Mansur (siglo XII) en Rabat